# Lenno Witteveen
Lenno Witteveen (Zwolle, 23 april 1995) is een Nederlandse basketballer die 10 jaar lang uitkwam voor Landstede Basketbal. Sinds 2018 speelt hij bij Apollo Amsterdam.

## Carrière
Witteveen is een bekende speler geworden in Zwolle. Hij speelde 10 jaar lang bij Landstede Zwolle, waarin hij sinds seizoen 2012-2013 uitkomt voor de hoofdmacht. Hierin fungeerde hij vaak als speler die vanaf de bank goed was voor de nodige punten en rebounds. Zo was hij afgelopen seizoen goed voor gemiddeld 1.24 punten in 9 minuten. Witteveen hoopt zich bij Apollo optimaal te kunnen ontwikkelen als een nog meer veelzijdige speler.

## Erelijst
- Super Cup (2017)

## Statistieken
Dutch Basketball League
| Jaar    | Team      | GS | MPW  | 2P%  | 3P%  | VW%  | RPW | APW | SPW | BPW | PPW |
| ------- | --------- | -- | ---- | ---- | ---- | ---- | --- | --- | --- | --- | --- |
| 2012–13 | Zwolle    | 1  | 1.0  | .000 | .000 | .000 | 0.0 | 0.0 | 1.0 | 0.0 | 0.0 |
| 2013–14 | Zwolle    | 17 | 5.3  | .750 | .231 | .733 | 0.5 | 0.2 | 0.4 | 0.0 | 1.9 |
| 2014–15 | Zwolle    | 13 | 8.5  | .333 | .263 | .833 | 0.8 | 0.4 | 0.7 | 0.1 | 1.7 |
| 2015–16 | Zwolle    | 26 | 8.8  | .778 | .263 | .875 | 0.8 | 0.5 | 0.8 | 0.0 | 2.0 |
| 2016–17 | Zwolle    | 28 | 8.2  | .444 | .154 | .500 | 0.9 | 0.3 | 0.4 | 0.0 | 0.6 |
| 2017–18 | Zwolle    | 29 | 8.9  | .368 | .185 | .583 | 1.2 | 0.4 | 0.4 | 0.0 | 1.2 |
| 2018–19 | Amsterdam | 38 | 15.2 | .340 | .181 | .588 | 2.0 | 1.0 | 0.3 | 0.0 | 2.1 |